# معجزه اقتصادی ژاپن

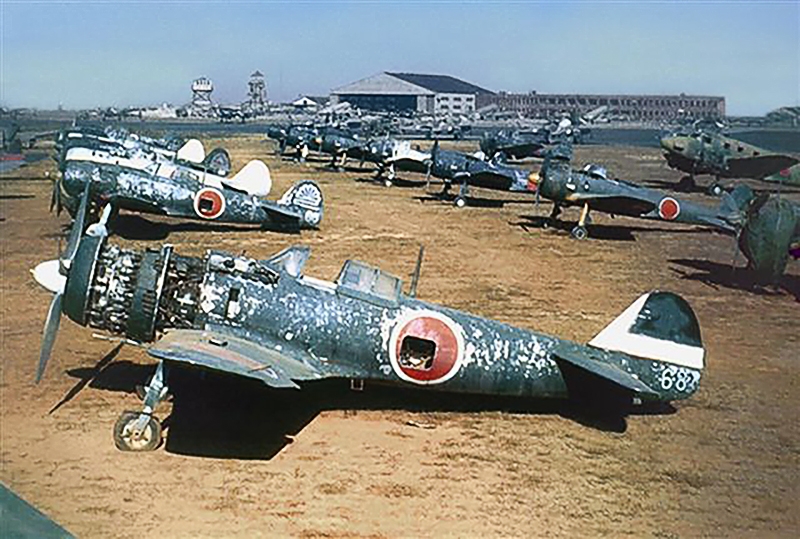
زیرساخت‌های صنعت هوانوردی ژاپن از جنگ جهانی دوم جان سالم به در برد.

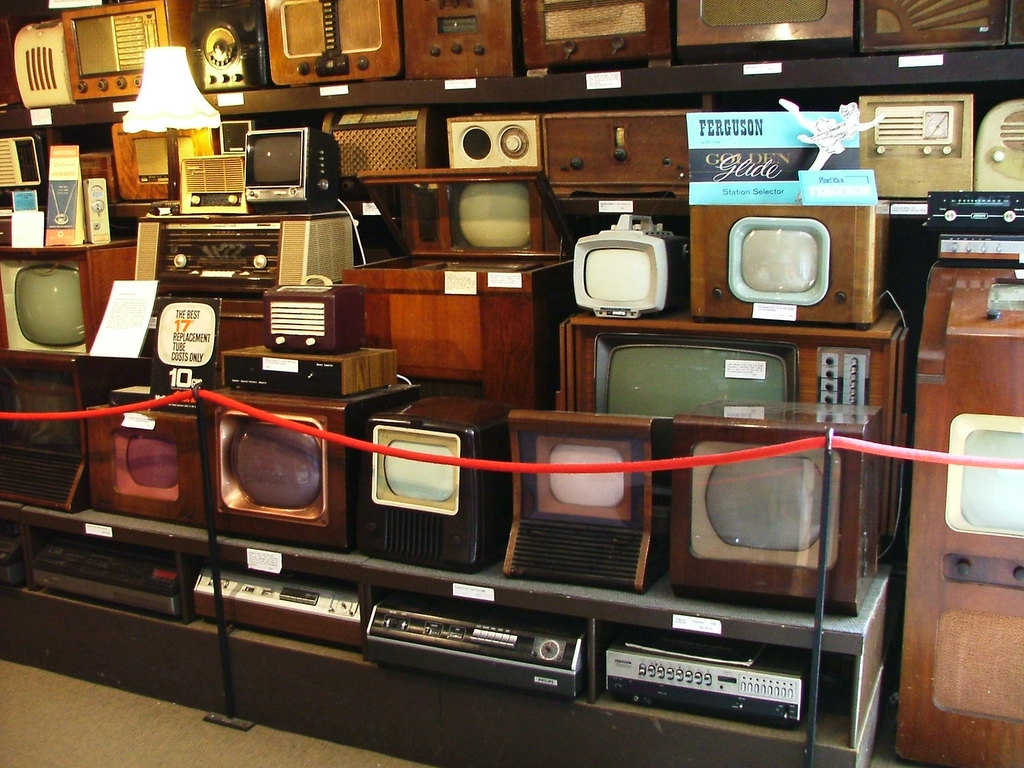
تلویزیون‌های ساخت ژاپن در دوران رونق اقتصادی

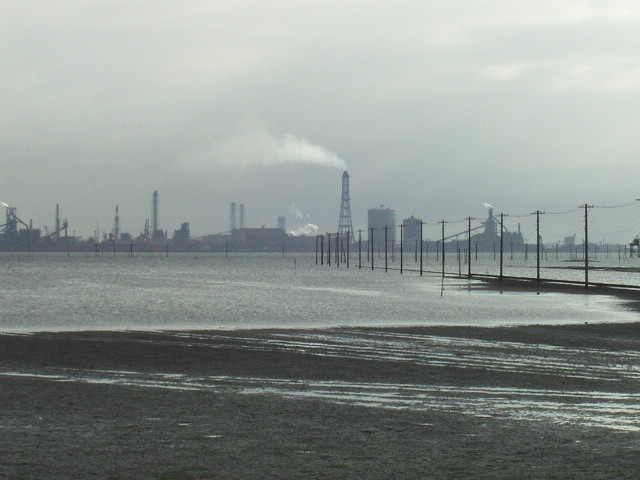
صنعت مرتبط با زغال سنگ و فلز ژاپن در دهه ۱۹۶۰ نرخ رشد سالانه ۲۵ درصدی را تجربه کرد و کارخانه فولاد نیپون استیل در استان چیبا یک کارخانه قابل توجه بود.

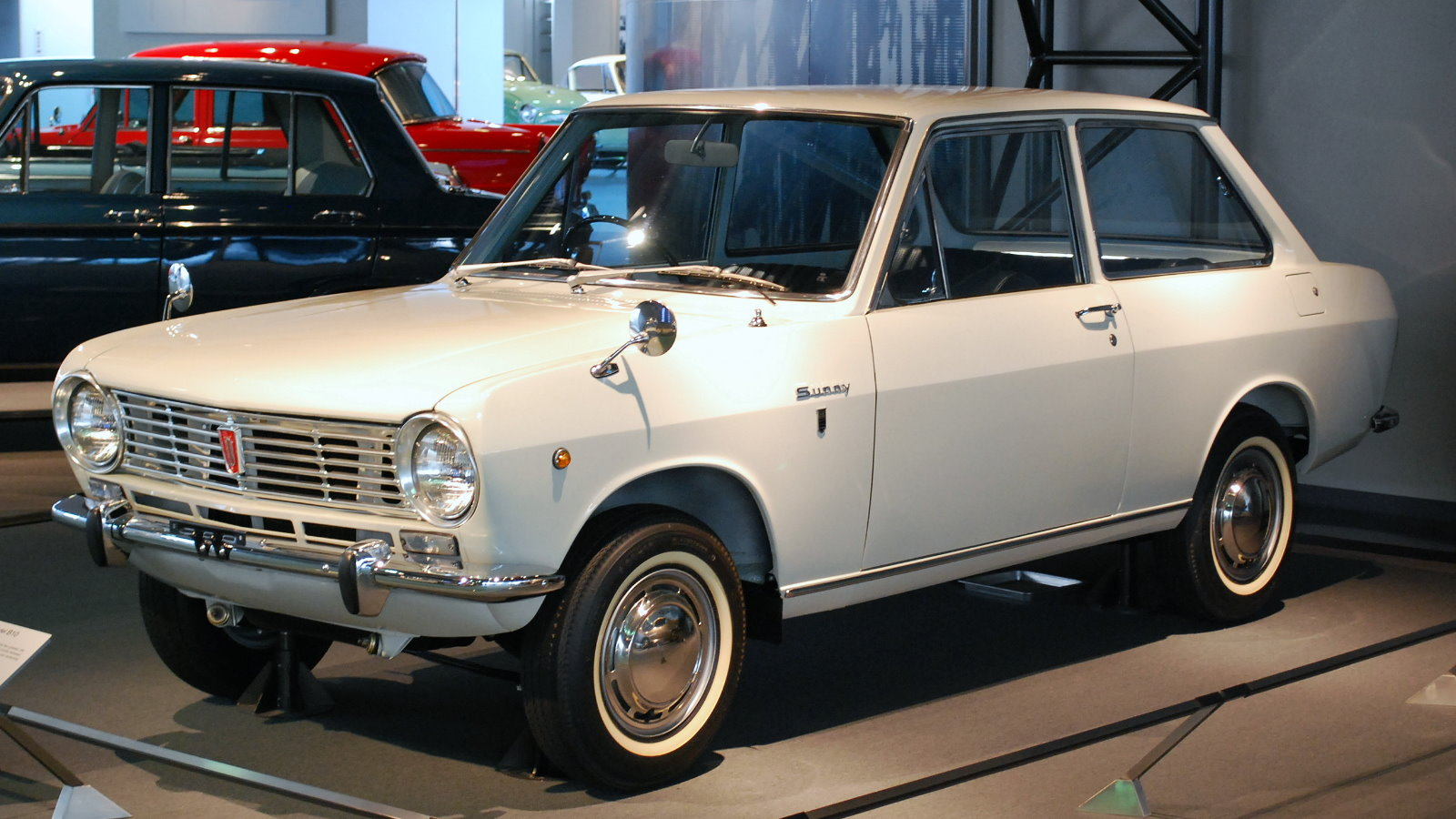
نیسان سانی ارزان قیمت در دهه ۱۹۶۰ به نماد طبقه متوسط ژاپن تبدیل شد.

معجزه اقتصادی ژاپن به عنوان دوره رشد اقتصادی ژاپن، بین دوران، پس از جنگ جهانی دوم تا پایان جنگ سرد، شناخته می‌شود. در این دوره بود که، ژاپن به سرعت دومین اقتصاد بزرگ جهان (پس از ایالات متحده) شد. در دهه ۱۹۹۰، جمعیت ژاپن شروع به رکود کرد و نیروی کار دیگر مانند دهه‌های قبل در حال گسترش نبود، علیرغم اینکه بهره‌وری هر کارگر همچنان بالا بود.

## زمینه
این معجزه اقتصادی نتیجه بهره‌مندی ژاپن و آلمان غربی از جنگ سرد پس از جنگ جهانی دوم بود. دولت آمریکا در زمان اشغال ژاپن، جامعه ژاپن را اصلاح کرد و تغییرات سیاسی، اقتصادی و مدنی ایجاد کرد. پس از جنگ جهانی دوم، ایالات متحده حضور چشمگیری در ژاپن داشت تا گسترش نفوذ شوروی در اقیانوس آرام را کندتر کند. آمریکا همچنین نگران رشد اقتصاد ژاپن بود زیرا پس از جنگ جهانی دوم این خطر وجود داشت که یک جمعیت ژاپنی ناراضی و فقیر به کمونیسم روی بیاورند و با این کار کنترل شوروی بر اقیانوس آرام را تضمین کنند.
ویژگیهای متمایزکننده اقتصاد ژاپن در طول سالهای " معجزه اقتصادی" شامل: همکاری تولیدکنندگان، تأمین کنندگان، توزیع کنندگان و بانکها در گروه‌های کاملاً پیوسته به نام کیرتسو، اتحادیه‌های کارآمد و شرکتی؛ روابط خوب با بوروکرات‌های دولتی و تضمین اشتغال به کار در شرکت‌های بزرگ و کارخانه‌های یقه آبی‌ها بود.

## تاریخچه

### مرحله رشد شدید (۱۹۵۴–۱۹۷۲)
پس از جلب حمایت ایالات متحده و دستیابی به اصلاحات اقتصادی داخلی، ژاپن توانست از دهه ۱۹۵۰ تا ۱۹۷۰ رشد کند. علاوه بر این، ژاپن نیز فرایند صنعتی شدن خود را تکمیل کرد و به یکی از اولین کشورهای توسعه یافته در شرق آسیا تبدیل شد. سالنامه‌های اقتصادی ژاپن از سال ۱۹۶۷ تا ۱۹۷۱ شاهد افزایش قابل توجهی بود. در سال ۱۹۶۷، سالنامه می‌گوید: بنابراین اقتصاد ژاپن در سال ۱۹۶۶ سریعتر از آنچه قبلاً انتظار می‌رفت پیشرفت کرد. در سال ۱۹۶۸، سالنامه اعلام کرد که اقتصاد ژاپن پس از اینکه در پاییز ۱۹۶۵ به پایین‌ترین سطح خود رسید، همچنان به رشد خوب خود ادامه می‌دهد. کلمات «افزایش»، «رشد» و «بالا» خلاصه سالنامه‌های سال‌های ۱۹۶۷ تا ۱۹۷۱ را پر کرده‌است. دلایل صنعتی شدن ژاپن نیز پیچیده‌است و مشخصه اصلی این زمان نفوذ سیاست های‌دولتی، مدیریت هایاتو ایکدا، مصرف گسترده و صادرات گسترده‌است.

#### تأثیر سیاست‌های دولتی: مدیریت ایکدا و کی رتسو
در سال ۱۹۵۴، سیستم اقتصادی وزارت تجارت و صنعت بین‌المللی ژاپن که از سال ۱۹۴۹ تا ۱۹۵۳ پرورش داده شده بود، به‌طور کامل عملی شد. نخست‌وزیر هایاتو ایکدا، که چالمرز جانسون او را "مهم‌ترین معمار معجزه اقتصادی ژاپن" می‌نامد، سیاست صنعتی‌سازی سنگین را دنبال کرد. این سیاست منجر به ظهور پدیده «وام بیش از حد» شد (روشی که امروزه نیز ادامه دارد) که در آن بانک ژاپن به بانک‌های شهری وام می‌دهد که به نوبه خود به شرکت‌های صنعتی وام می‌دهند. از آنجایی که در آن زمان در ژاپن کمبود سرمایه وجود داشت، شرکت‌های صنعتی فراتر از ظرفیت بازپرداخت خود، و حتی اغلب فراتر از دارایی خالص خود، وام می‌گرفتند، که باعث شد بانک‌های شهر نیز به نوبه خود بیش از حد از بانک ژاپن وام بگیرند. این امر به بانک ملی ژاپن کنترل کامل بر بانک‌های محلی وابسته را داد.
سیستم وام‌دهی بیش از حد، همراه با کاهش قوانین ضد انحصاری توسط دولت (بقایای کنترل فرماندهی عالی نیروهای متفقین یا SCAP) همچنین منجر به ظهور مجدد گروه‌های کنگلومرا به نام کی رتسو شد که منعکس کننده کنگلومراهای زمان جنگ یا زایباتسو بودند. به رهبری بهبودهای اقتصادی بازرگانان سونی، ماسارو ایبوکا و آکیو موریتا، کی رتسو به‌طور مؤثر منابع را تخصیص داد و در سطح بین‌المللی رقابتی شد.
در قلب موفقیت شرکت‌های کی رتسو، بانک‌های شهری قرار داشتند که سخاوتمندانه وام دادند و سهام‌داری متقابل (cross-share holding) را در صنایع مختلف رسمی کردند. کی رتسو باعث ادغام افقی و عمودی شد و مانع ورود شرکت‌های خارجی به داخل صنایع ژاپنی شد. کی رتسو روابط نزدیکی با وزارت تجارت و صنعت بین‌المللی ژاپن داشت و هر کدام از طریق داشتن سهام در دارایی‌های دیگری از تصاحب دارایی‌های ژاپنی توسط خارجی‌ها محافظت شد. به عنوان مثال، ۸۳ درصد از منابع مالی بانک توسعه ژاپن به صنایع استراتژیک اختصاص یافته‌است: کشتی‌سازی، برق، زغال سنگ و تولید فولاد. اقدامات حمایتی کی رتسو برای محافظت از نهال ژاپن بسیار مهم بود.
کی رتسو همچنین باعث تغییر نگرش در بین مدیران ژاپنی شد که سودهای کم را در کوتاه مدت تحمل می‌کردند زیرا کی رتسو کمتر نگران افزایش سود سهام و سود بود و بیشتر نگران پرداخت بهره بود. تقریباً تنها دو سوم از سهام یک شرکت مورد معامله قرار گرفت، که کی رتسو را در برابر نوسانات بازار حفظ کرد و به مدیران کی رتسو اجازه داد تا به جای تمرکز بر سود کوتاه مدت، برای بلندمدت برنامه‌ریزی کرده و سهم بازار را به حداکثر برسانند.
دولت ایکدا همچنین سیاست تخصیص ارز را ایجاد کرد، سیستمی برای کنترل واردات که برای جلوگیری از پر شدن بازارهای ژاپن توسط کالاهای خارجی طراحی شده‌است. وزارت تجارت و صنعت بین‌المللی ژاپن از تخصیص ارز برای تحریک اقتصاد از طریق ترویج صادرات، مدیریت سرمایه‌گذاری و نظارت بر ظرفیت تولید استفاده کرد. در سال ۱۹۵۳، وزارت تجارت و صنعت بین‌المللی ژاپن سیاست تخصیص ارز را برای ارتقای صنایع داخلی و افزایش انگیزه برای صادرات از طریق بازنگری در سیستم پیوند صادرات، بازبینی کرد.

#### مصرف گسترده: از بقا تا تفریح
در دوران بازسازی و قبل از بحران نفتی ۱۹۷۳، ژاپن موفق شد فرایند صنعتی شدن خود را تکمیل کرده و استانداردهای زندگی را بهبود بخشد و شاهد افزایش چشمگیر مصرف باشد. میانگین مصرف ماهانه خانوارهای شهری از سال ۱۹۵۵ تا ۱۹۷۰ دو برابر شد. علاوه بر این، نسبت مصرف در ژاپن نیز در حال تغییر بود. مصرف مایحتاج روزانه مانند غذا و پوشاک و کفش رو به کاهش بود. در مقابل، مصرف در فعالیت‌های تفریحی، سرگرمی و کالاها از جمله مبلمان، حمل‌ونقل، ارتباطات و مطالعه افزایش یافت. افزایش زیاد مصرف، رشد تولید ناخالص داخلی را تحریک کرد چرا که این امر تولید را تحریک می‌کرد.

#### صادرات گسترده: دهه شصت طلایی و تغییر به تجارت صادراتی
دوره رشد سریع اقتصادی بین سال‌های ۱۹۵۵ و ۱۹۶۱ راه را برای دهه شصت طلایی هموار کرد، دهه دومی که عموماً با معجزه اقتصادی ژاپن همراه است. در سال ۱۹۶۵، تولید ناخالص داخلی اسمی ژاپن کمی بیش از ۹۱ میلیارد دلار برآورد شد. پانزده سال بعد، در سال ۱۹۸۰، تولید ناخالص داخلی اسمی به رکورد ۱٫۰۶۵ تریلیون دلار افزایش یافت.
تحت رهبری نخست‌وزیر ایکدا، وزیر سابق وزارت تجارت و صنعت بین‌المللی ژاپن، دولت ژاپن «طرح دوبرابر کردن درآمد» (所得倍増計画) را انجام داد. این طرح خواستار دو برابر شدن اندازه اقتصاد ژاپن در ده سال، از طریق ترکیبی از معافیت‌های مالیاتی، سرمایه‌گذاری هدفمند، شبکه ایمنی اجتماعی گسترده و مشوق‌هایی برای افزایش صادرات و توسعه صنعتی بود. برای دستیابی به هدف دوبرابر شدن اقتصاد در ده سال، در این برنامه متوسط نرخ رشد اقتصادی سالانه ۷٫۲ درصد در نظر گرفته شد. در واقع، رشد سالانه ژاپن در طول برنامه به‌طور متوسط بیش از ۱۰ درصد بود و اندازه اقتصاد در کمتر از هفت سال دو برابر شد.
ایکدا طرح دو برابر کردن درآمد را در پاسخ به اعتراضات گسترده آنپو در سال ۱۹۶۰ علیه معاهده امنیتی ایالات متحده و ژاپن، به عنوان بخشی از تلاش برای دور کردن گفتگوی ملی ژاپن از مبارزات سیاسی مشاجره‌آمیز به سمت ایجاد اجماع پیرامون پیگیری رشد سریع اقتصادی، معرفی کرد. با این حال، ایکدا و ائتلاف مغزهای متفکر او، که به‌طور مشخص شامل اقتصاددان اسامو شیمومورا بود، از اواسط سال ۱۹۵۹ این طرح را توسعه داده بودند.
بر اساس طرح دو برابر کردن درآمد، ایکدا نرخ بهره را کاهش داد و به سرعت سرمایه‌گذاری دولت در زیرساخت‌های ژاپن، ساخت بزرگراه‌ها، راه‌آهن‌های سریع‌السیر، مترو، فرودگاه‌ها، تأسیسات بندری و سدها را گسترش داد. دولت ایکدا همچنین سرمایه‌گذاری دولتی را در بخش ارتباطات اقتصاد ژاپن که قبلاً نادیده گرفته شده بود، گسترش داد. هر یک از این اقدامات، روند ژاپن را به سمت یک اقتصاد مدیریت شده ادامه داد که مظهر مدل اقتصادی مختلط بود.
علاوه بر پایبندی ایکدا به مداخله دولت و تنظیم اقتصاد، دولت او آزادسازی تجارت را اجرا کرد. تا آوریل ۱۹۶۰، واردات تجاری ۴۱ درصد آزاد شده بود (در مقایسه با ۲۲ درصد در سال ۱۹۵۶). ایکدا قصد داشت تجارت را تا ۸۰ درصد ظرف سه سال آزاد کند. با این حال، اهداف آزادسازی او با مخالفت شدید هر دو صنایعی که با وام دهی بیش از حد رشد کرده بودند و مردم ملی‌گرا که از تصاحب شرکت‌ها توسط شرکت‌های خارجی می‌ترسیدند، مواجه شد. مطبوعات ژاپنی آزادسازی تجارت را به «دومین آمدن کشتی‌های سیاه» تشبیه کردند که اشاره به کشتی‌های سیاهی که کمودور متیو سی پری در سال ۱۸۵۳ به خلیج توکیو سفر کرده بود، تا از طریق نمایش نیروی نظامی ژاپن را به روی تجارت بین‌المللی باز کند، داشت. بر این اساس، ایکدا تنها پس از تضمین بازار حفاظت شده از طریق مقررات داخلی که به نفع محصولات و شرکت‌های ژاپنی بود، به سمت آزادسازی تجارت حرکت کرد و هرگز به هدف بلندپروازانه ۸۰ درصدی خود دست پیدا نکرد.
ایکدا همچنین آژانس‌های توزیع کمک‌های خارجی متعددی را برای نشان دادن تمایل ژاپن به مشارکت در نظم بین‌المللی و ارتقای صادرات ایجاد کرد. ایجاد این آژانس‌ها نه تنها به عنوان امتیازی کوچک به سازمان‌های بین‌المللی عمل کرد، بلکه نگرانی‌های عمومی در مورد آزادسازی تجارت را نیز از بین برد. ایکدا با مذاکره برای ورود ژاپن به سازمان همکاری و توسعه اقتصادی یا OECD در سال ۱۹۶۴، یکپارچگی اقتصادی جهانی ژاپن را پیش برد. زمانی که ایکدا از سمت خود کنار رفت، GNP با نرخ خارق‌العاده ۱۳٫۹ درصد رشد می‌کرد.

### مرحله افزایش پیوسته (۱۹۷۳–۱۹۹۲)
در سال ۱۹۷۳، اولین شوک قیمت نفت به ژاپن (بحران نفتی ۱۹۷۳) وارد شد. قیمت نفت از ۳ دلار در هر بشکه به بیش از ۱۳ دلار در هر بشکه افزایش یافت. در این مدت، تولید صنعتی ژاپن ۲۰ درصد کاهش یافت، زیرا ظرفیت عرضه نمی‌توانست به‌طور مؤثری به گسترش سریع تقاضا پاسخ دهد، و افزایش سرمایه‌گذاری در تجهیزات اغلب منجر به نتایج ناخواسته می‌شد - عرضه محدودتر و قیمت‌های بالاتر کالاها. علاوه بر این، شوک دوم نفتی در سال‌های ۱۹۷۸ و ۱۹۷۹ وضعیت را تشدید کرد زیرا قیمت نفت دوباره از ۱۳ دلار در هر بشکه به ۳۹٫۵ دلار در هر بشکه افزایش یافت. با وجود اینکه ژاپن به شدت تحت تأثیر دو بحران نفتی قرار گرفته بود، توانست در برابر این تأثیر مقاومت کند و موفق شد از شکل تولیدانبوه محور به تولید فناوری محور متمرکز شود.
این تحول در واقع محصول بحران‌های نفتی و مداخله ایالات متحده بود. از آنجایی که قیمت نفت ده برابر شد، هزینه تولید نیز افزایش یافت. پس از بحران‌های نفتی، برای صرفه‌جویی در هزینه‌ها، ژاپن مجبور شد محصولاتی را به شیوه‌ای سازگارتر با محیط زیست و با مصرف کمتر نفت تولید کند. بزرگترین عاملی که پس از بحران‌های نفتی باعث تغییرات صنعتی شد، افزایش قیمت انرژی از جمله نفت خام بود. در نتیجه، ژاپن بر روی یک برنامه متمرکز بر فناوری تبدیل شد و از گسترش مداوم اقتصاد خود اطمینان حاصل کرد و فراتر از سایر کشورهای سرمایه‌داری که در جریان بحران‌های نفتی به شدت آسیب دیده بودند، برجسته شد. عامل دیگر اصطکاک بین ایالات متحده و ژاپن بود، زیرا رشد سریع اقتصادی ژاپن می‌تواند به‌طور بالقوه به منافع اقتصادی ایالات متحده آسیب برساند. در سال ۱۹۸۵، ایالات متحده «توافق پلازا» را با ژاپن، آلمان غربی، فرانسه و بریتانیا امضا کرد. «توافق پلازا» تلاشی برای کاهش ارزش دلار آمریکا بود، اما بیشترین آسیب را به ژاپن وارد کرد. ژاپن تلاش کرد تا بازارهای بین‌المللی را از طریق افزایش ارزش ین ژاپن گسترش دهد، اما آنها بیش از حد ارزش گذاری کردند و اقتصاد حبابی ایجاد کردند. توافق پلازا در کاهش کسری تجاری ایالات متحده با کشورهای اروپای غربی موفق بود، اما تا حد زیادی نتوانست هدف اصلی خود را که کاهش کسری تجاری با ژاپن بود، محقق کند.

## مشارکت دولت
دولت ژاپن با تحریک رشد بخش خصوصی، ابتدا با وضع مقررات و حمایت گرایی، به‌طور مؤثر بحران‌های اقتصادی را مدیریت می‌کرد و بعداً با تمرکز بر گسترش تجارت، به معجزه اقتصادی ژاپن پس از جنگ کمک کرد. بهبود اقتصاد ژاپن حتی پس از خروج فرماندهی عالی نیروهای متفقین (SCAP) و کاهش رونق اقتصادی ناشی از جنگ کره ادامه یافت. به دلیل بدهی ژاپن بابت خریدهای نظامی از آمریکا، ژاپن در رکود عیقی قرار داشت ولی تواست نجات یابد و به پیشرفت خود ادامه داد. در اواخر دهه ۱۹۶۰، ژاپن از خاکستر جنگ جهانی دوم برخاسته بود تا به یک بهبود اقتصادی شگفت‌انگیز سریع و کامل دست یابد. به گفته پروفسور دانشگاه ناکس، میکیسو هان، دوره منتهی به اواخر دهه ۱۹۶۰ ژاپن شاهد «بزرگترین سال‌های رفاه» خود بود.